# 順徳聯誼総会梁銶琚中学
順徳聯誼総会梁銶琚中学（じゅんとくれんぎそうかいりょうきゅうきょちゅうがく、英称：Shun Tak Fraternal Association Leung Kau Kui College、略称：梁中、LKKC）は、香港新界屯門区安定邨にある六年制の英文中学校である。
中国語、通識教育及び中国歴史を除く全科目は英語で授業が行われている。

## 概略
通称梁中（りょうちゅう）、英語はLKKCと呼ばれる。1981年9月に成立に伴って屯門区安定邨にある新築の校舎も同時に使い始めた。当時の屯門は人口が少なく、発展したばかりの新市鎮であった。
1年生に入学者の3分の1（54人位）が外部受験者で、残りが順徳聯誼総会のグループの小学校からの内部進学者で3分の2を占めている。生徒の英語の能力が重視され、入学試験でも、受験生の英語のコミュニケーションの力は重要な一環だという。毎年4、5月頃に香港の中学5年生に対して行われる香港中学会考（HKCEE）という公開の試験で、数多くの生徒が優秀な成績を修めているので、屯門区内だけではなく、香港全体で優秀な中学校として知られている。2009年4、5月まで実施された7年制の中学5年生の生徒は、必ずしも予科という6年に進級できるわけではなく、HKCEEの結果のいかんで中学6年生に進級できないことがある。そもそも当校は中学5年のクラスの数が5クラスがあるものの、中学6年は2クラスしかなく6年生に進級できる生徒は、成績が優秀な一部のものに限られた。
香港中学会考（HKCEE）が2011年の4、5月まで行われており、同年の9月以降、6年制施行に伴い、予科を含む中学7年生も取り消された。4年生に進級した生徒は6年制に基づき公開の受験をせずに中学6年生に進学出来ることとなった。そして、新制の中学6年生を対象とする、大学に入るための香港中学文憑という公開試験が2012年4、5月より新設された。（香港には事実上の高校がなく、新制の中学4年～6年は日本の高校1年～3年に相当する。）
開校から2007年9月までの校長は麥兆明、現任の校長は前任の副校長だった戴明基である。

## 沿革
- 1981年 - 屯門安定邨に創立された。

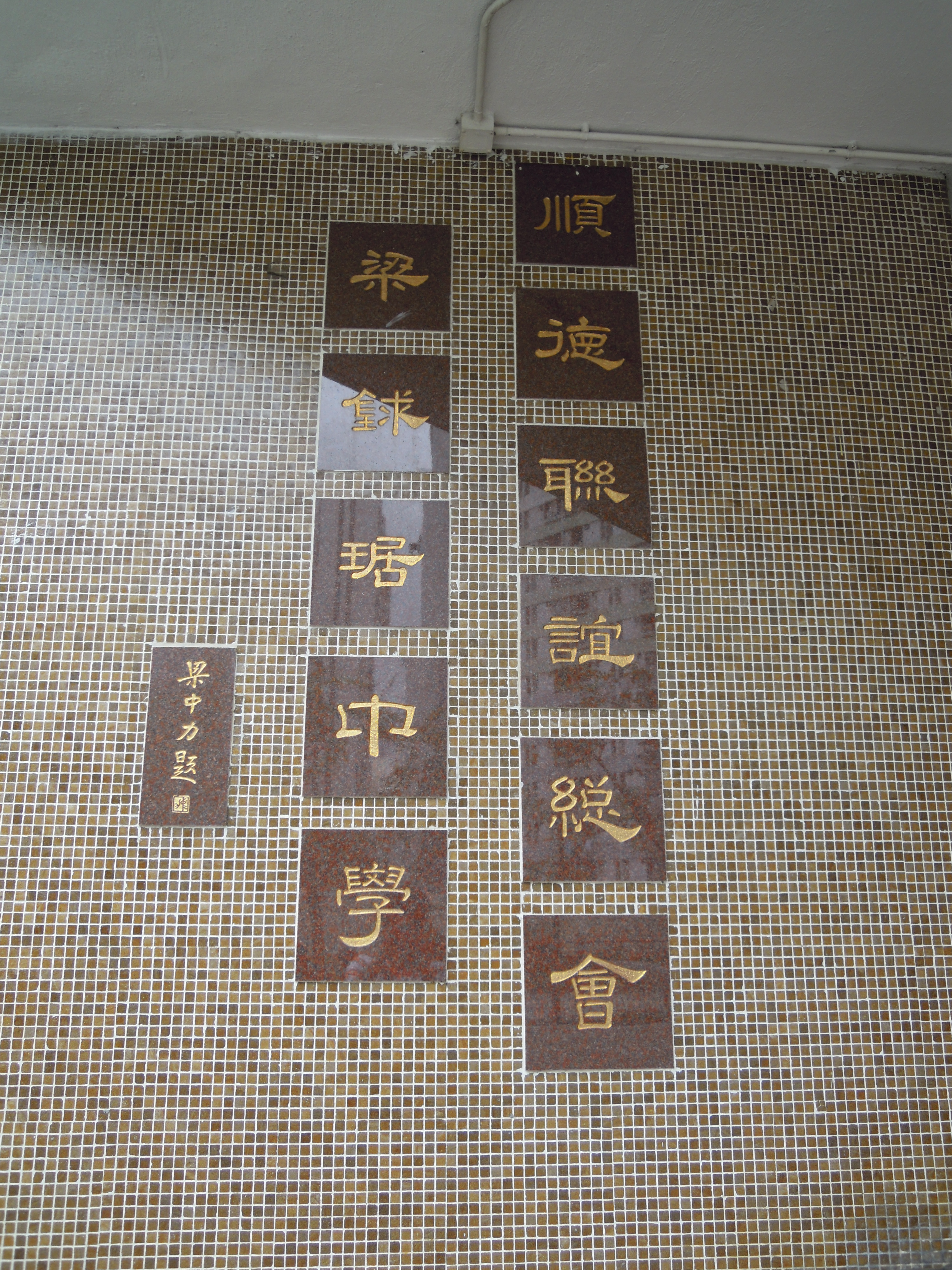
順徳聯誼総会梁銶琚中学の正門横にある校名版

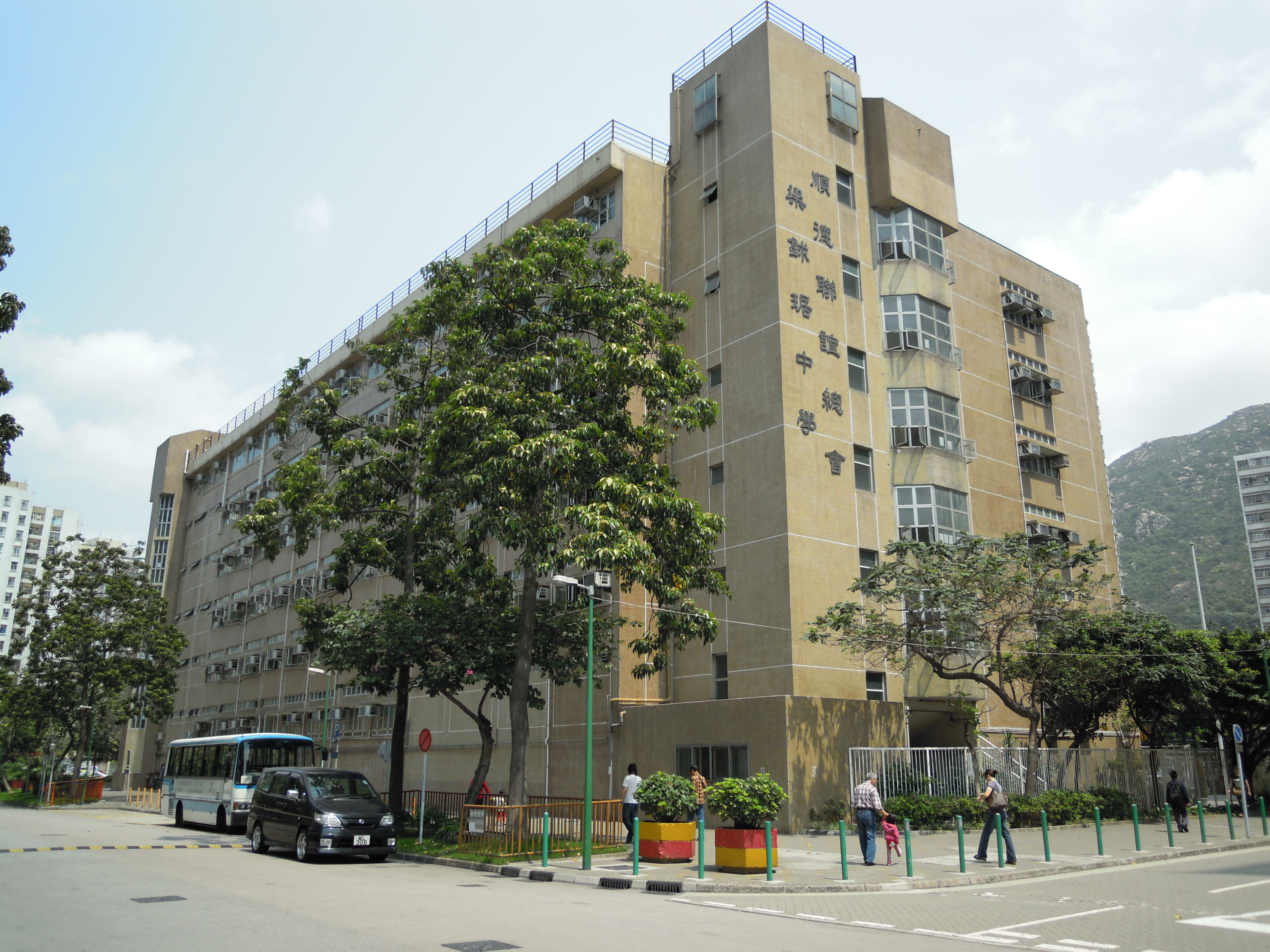
順徳聯誼総会梁銶琚中学校舎外観

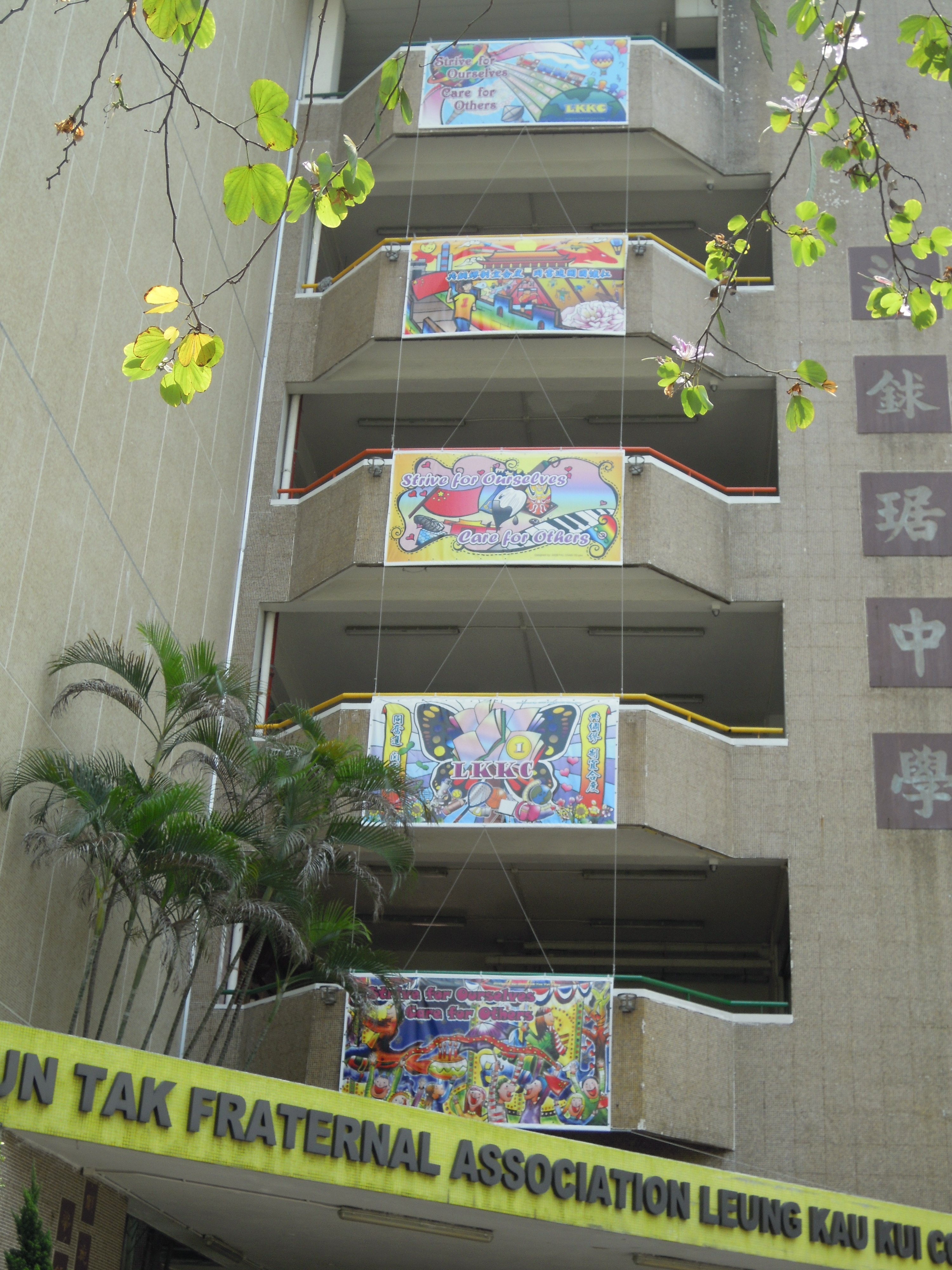
生徒が製作したバナー

- 2009年9月 - 教育改革により、中学校6年制の新しい学制の実施に伴い、順徳聯誼総会梁銶琚中学も中学校6年制を施行した。
- 2011年 - 創立30周年記念式典[3][4]を実施。
- 2012年7月 - 旧制で最後の中学7年生が卒業、予科および旧制のクラスはいずれも消滅。

## 生徒の分布
2013年4月現在、全校生徒数1,086人、クラス数20。全ての学年は新制である。
| 階段 | 学年  | 生徒数 | クラス数 |
| ---- | ----- | ------ | -------- |
| 中学 | 1年生 | 136    | 4        |
| 中学 | 2年生 | 136    | 4        |
| 中学 | 3年生 | 180    | 5        |
| 高校 | 4年生 | 186    | 6        |
| 高校 | 5年生 | 180    | 5        |
| 高校 | 6年生 | 180    | 5        |

## 科目

### 1年生～3年生（中学）
※中学6年制（新制）であり、全科目は必修科目となっている。
| 学年     | 科目                         | 授業の言語             |
| -------- | ---------------------------- | ---------------------- |
| 1～3年生 | 中国語                       | 広東語 書きは繁体字    |
| 1～3年生 | 中国歴史                     | 広東語 書きは繁体字    |
| 1～3年生 | 英語                         | 英語                   |
| 1～3年生 | 数学                         | 英語                   |
| 1～2年生 | 総合科学                     | 英語                   |
| 3年生    | 化学                         | 英語                   |
| 3年生    | 物理                         | 英語                   |
| 3年生    | 生物                         | 英語                   |
| 1～3年生 | 世界歴史                     | 英語                   |
| 1～3年生 | 地理                         | 英語                   |
| 1～3年生 | 経済と公共事務               | 英語                   |
| 1～3年生 | 視覚芸術                     | 英語                   |
| 1～3年生 | インフォメーションと科学技術 | 英語                   |
| 1～3年生 | 家政                         | 英語                   |
| 1～3年生 | デザインとテクノロジー       | 英語                   |
| 1～3年生 | 音楽                         | 英語                   |
| 1～3年生 | 体育                         | 英語                   |
| 1～3年生 | 通識教育                     | 英語（1年生のみ）      |
| 1～3年生 | 通識教育                     | 広東語（2、3年生のみ） |
| 1～3年生 | 中国語会話                   | 中国語                 |

### 4年生～6年生（高校）
※2009年9月により4年生になった生徒は、中学6年制（新制）となる。
| 学年     | 科目                                 | 授業の言語          | 必修/選択科目 |
| -------- | ------------------------------------ | ------------------- | ------------- |
| 4～6年生 | 中国語                               | 広東語 書きは繁体字 | 必修科目      |
| 4～6年生 | 通識教育                             | 広東語 書きは繁体字 | 必修科目      |
| 4～6年生 | その他の学習経験(必修の分）          | 広東語 書きは繁体字 | 必修科目      |
| 4～6年生 | 英語                                 | 英語                | 必修科目      |
| 4～6年生 | 数学                                 | 英語                | 必修科目      |
| 4～6年生 | 中国文化                             | 広東語 書きは繁体字 | 選択科目1△    |
| 4～6年生 | 中国歴史                             | 広東語 書きは繁体字 | 選択科目1△    |
| 4～6年生 | 数学科延伸単元二(代数学と微分積分学) | 英語                | 選択科目1△    |
| 4～6年生 | 世界歴史                             | 英語                | 選択科目1△    |
| 4～6年生 | 経済                                 | 英語                | 選択科目1△    |
| 4～6年生 | 地理                                 | 英語                | 選択科目1△    |
| 4～6年生 | 企業、会計と財務概論                 | 英語                | 選択科目1△    |
| 4～6年生 | 総合科学                             | 英語                | 選択科目1△    |
| 4～6年生 | 化学                                 | 英語                | 選択科目1△    |
| 4～6年生 | 物理                                 | 英語                | 選択科目1△    |
| 4～6年生 | 生物                                 | 英語                | 選択科目1△    |
| 4～6年生 | 情報と通信科学技術                   | 英語                | 選択科目1△    |
| 4～6年生 | 視覚芸術                             | 英語                | 選択科目1△    |
| 4～6年生 | 体育                                 | 英語                | 選択科目1△    |
| 4～6年生 | その他の学習経験（選択の分）         | 英語                | 選択科目1△    |
| 4～6年生 | 日本語                               | 日本語              | 選択科目2▲    |
| 4～6年生 | フランス語                           | フランス語          | 選択科目2▲    |
| 4～6年生 | ドイツ語                             | ドイツ語            | 選択科目2▲    |

△選択科目1の中で、3科目を選ぶこと。

▲2009年9月により、4年生に進級する生徒は、日本語もしくはフランス語などの科目を自由に選ぶことができる。

## 学生服

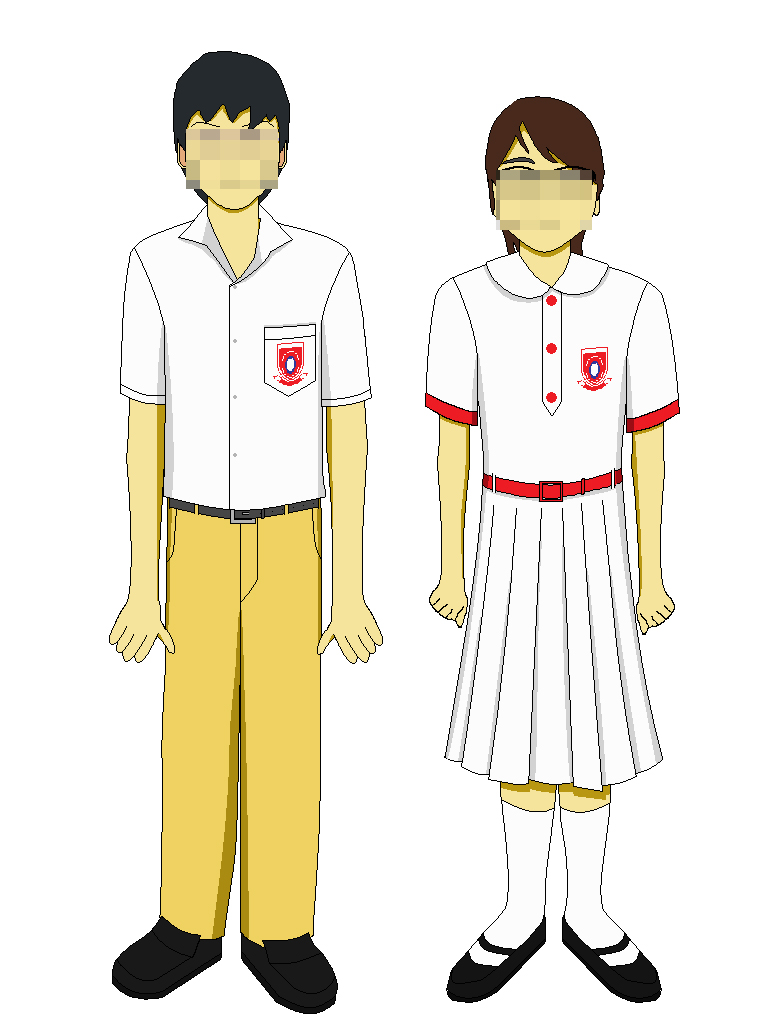
夏の学生服の様式

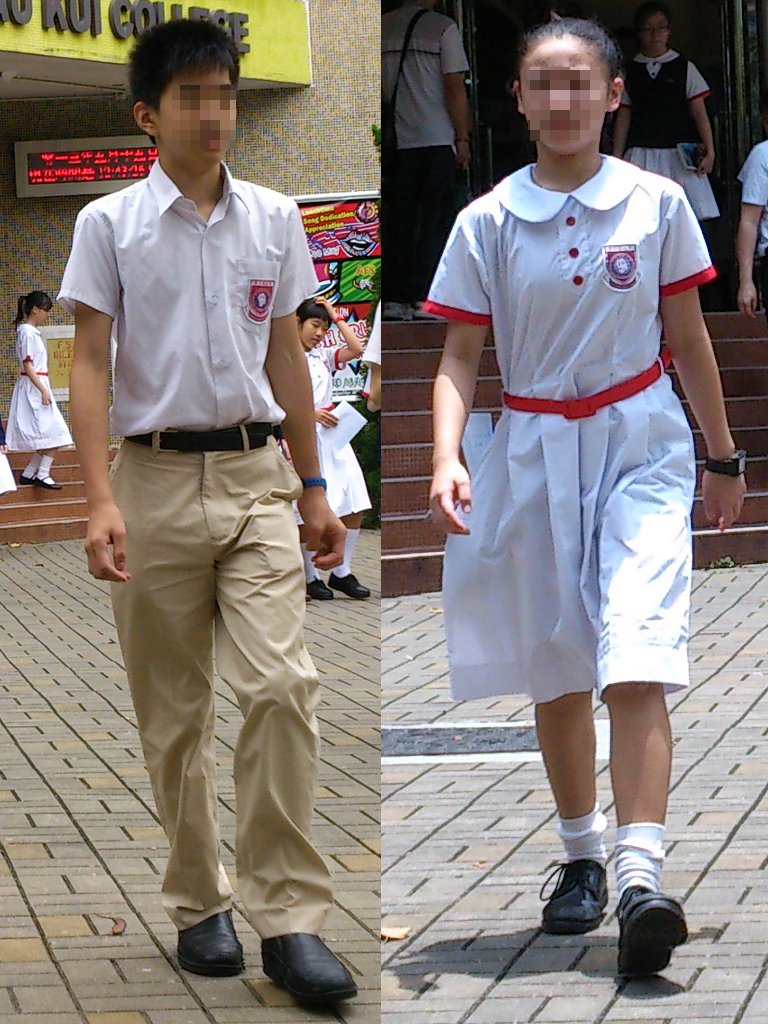
夏の学生服を着用中の生徒

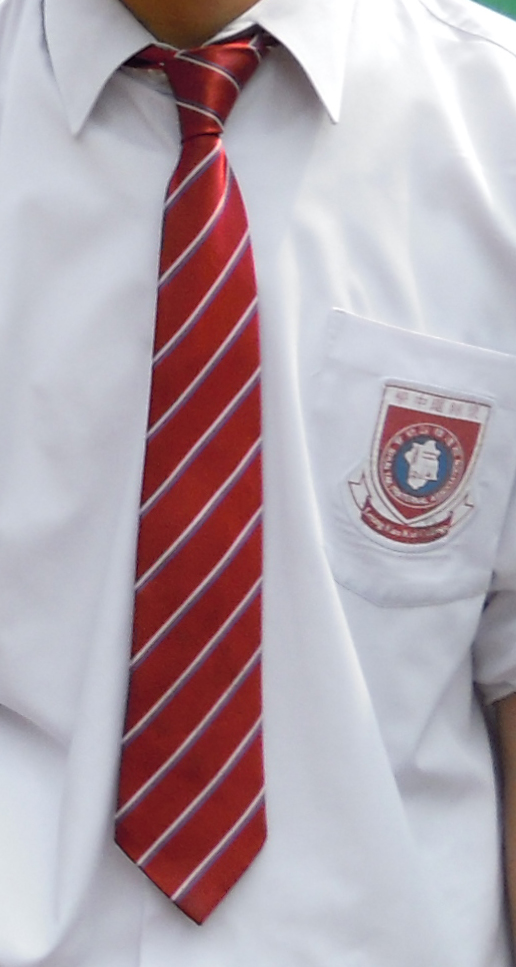
生徒用のネクタイの様式

### 夏服

#### 男子生徒
白の半袖のシャツ、左胸のポケットに学校の紋章が刺繍されている。ベージュ色の長いズボンである。
靴下は白の無地のもの。黒い革靴に限ること。運動靴などは禁止されている。

#### 女子生徒
白の半袖のワンピースで袖に赤の縁取りがあり、左胸のポケットに学校の紋章が刺繍されている。赤色のゴム製のベルトを掛けること。
靴下は白の無地のもの。黒い革靴に限ること。運動靴などは禁止されている。

### 冬服

#### 男子生徒
ブレザー、白の長袖のシャツ、左胸のポケットに学校の紋章が刺繍されている。白い斜め線の赤いネクタイを締め、灰色の長いズボンである。ジャケットの色はダークブルー、左胸のポケットに学校の紋章が刺繍されている。
靴下は白の無地のもの。黒い革靴に限ること。運動靴などは禁止されている。

#### 女子生徒
ブレザー、白の長袖のシャツ、白い斜め線の赤いネクタイを締め、灰色のジャンパースカート左胸のポケットに学校の紋章が刺繍されている。ジャケットの色はダークブルー、左胸のポケットに学校の紋章が刺繍されている。
靴下は灰色の無地のもの。黒い革靴に限ること。運動靴などは禁止されている。
※セーター若しくは冬服用のジャケットは着用自由であり、女子生徒のスカートは、夏、冬ともスカートの長さが膝下まで。

### 髪の毛

#### 男子生徒
前髪の長さは眉まで、後髪は襟までのこと。髪を染めるのは禁止されている。

#### 女子生徒
髪の毛の長さは肩までで伸び過ぎだったら、結ぶこと。髪を染めるのは禁止されている。

## 交通

### 鉄道
- 電車：MTR軽鉄 - 安定駅

系統505、507、614、751

### バス
- 九龍バス:系統：60、60M、60X、61M、61X、62X、259D、261、263、N260（深夜バス）
- シティバス:系統：E3
- MTRバス:系統：506

## 有名な人物
- 譚凱邦 - この学校の教師[5]、校内でコンピューター、総合科学、生物及び通識教育の四つ科目の教師を担当しており、環保触覚の創立者及び現任の団長を兼ねている。2008年の香港の立法会の選挙に立候補するも落選。